# ريكي مارتن
ريكي مارتن (Ricky Martin) أو أنريكي مارتين موراليس (24 ديسمبر 1971 في بورتو ريكو) هو مغني بوب بورتوريكي من أصول أسبانية، فائز بجائزة الغرامي. بدأ الغناء بالإسبانية عام 1990. ثم بدأ غناء البوب وأصدر أغنيته الأولى عام 1991 التي تحمل عنوان (El Amor) والتي هي مزيج باللغة الأسبانية والإنجليزية. وبدأ بعدها بإصدار ألبوماته وبدأت شهرته تزداد، وفي عام 1998 غنى بكأس العالم لكرة القدم أغنيته (The Cup of Life) التي لاقت نجاحا هائلا. وفي عام 2005 أصدر ألبومه (حياة).
ريكي مارتن هو رائد الموسيقى اللاتينية ومحبوب من كل المشجعين في جميع أنحاء العالم لفهمه الفطري للإيقاع، والشغف للأداء، والرحمة المتساويه في العطاء.لقد اعتاد مسبقا إلى تسليط الاضواء من السنوات الخمس التي قضاها في مينودو، ولقد حقق شهره كبيرة في تواجده في هذه الفرقة، ثم عمل كفنان منفرد منذ عام 1991. طوال حياته المهنية، باع أكثر من 85 مليون البوم في جميع أنحاء العالم. لقب ريكي بلقب «ملك البوب اللاتيني». وهو مؤسس مؤسسة ريكي مارتن، وهي منظمة خيرية غير ربحية اسسها ليدافع عن رفاه الأطفال في أنحاء العالم في مجالات هامة مثل العدالة الاجتماعية والتعليم والصحة ومحاربة الاتجار بالبشر.
بعد خمس سنوات مع فريق مينودو، أطلق ألبومه المنفرد باللغة الأسبانية، بعنوان «ريكي مارتن»، في عام 1991.ولفد عمل على خشبة المسرح وفي شاشة التلفزيون في المكسيك، ليصبح نجما متواضعا في البلاد. في عام 1994 قام ببطولة في «المستشفى العام» في التلفزيون الاميركي يلعب دور المغني البورتريكان. في عام 1999، بعد عدة ألبومات باللغة الأسبانية، أطلق أول ألبوم باللغة الإنجليزية (بعنوان أيضا ريكي مارتن)، والذي تضمن أغنية «ليفين لا فيدا لوكا» أو "Livin' la Vida Loca".ولقد بيعت 22 نسخه من الألبوم وجلب له الالبوم شهره عالميه.
بعد بداية عام 2012 ظهر ريكي مارتن في شخصية المعلم الإسباني الأكثر اثاره «ديفيد مارتينيز» في المسلسل المشهور "GLEE"، والآن ريكي مارتن مغمور تماما في تولي شخصية أخرى -تشي جيفارا- في إحياء برودواي الذي طال انتظاره من اندرو لويد ويبر المسرحية المحبوبه «إيفيتا» "Evita"، وتم افتتاح مسرحية ايفيتا في 5 أبريل في مسرح ماركيز في تايمز سكوير وهي تلقى نجاحا هائلا بوجود اعظم الممثلين المشاركين فيها.
تلقى ريكي مارتن العديد من الجوائز الدولية، بما في ذلك جائزة «شخصية العام» اعترافا من أكاديمية التسجيلات اللاتينية لتفوقه الفني والعمل الخيري على نطاق واسع. وهناك العديد من الجوائز الأخرى التي حصل عليها تتضمن: «نجمه» على ممشى المشاهير في هوليوود، جائزة جرامي وثلاث جوائز جرامي اللاتينيه، جائزة من ام تي في الآسيويه وام تي في الموسيقية في أوروبا، جائزة الموسيقى العالمية، جائزة الموسيقى الأمريكية، العديد من جوائز " Premio Lo Nuestro "، و" Billboard " اللاتينيه، جائزة Premios Alma وجائزة من GLAAD.

## حياته الشخصية
في عام 2008 أصبح ريكي مارتن والداً لطفلين بمساعدة أم بديلة. في مقابلة خاصة مع مجلة ¡Hola! قال المغني أنه قرر إنجاب أطفاله بمساعدة أم بديلة عوضاً عن التنبني، لأن التبني عملية مجهدة ومعقدة.
في عام 2010 أعلن المغني ريكي مارتن عن مثليته الجنسيه وصرح بأنه فخور بكونه مثلياً. لقد أتى هذا بعد سنوات طويلة من الصمت عن الموضوع بناءً على نصيحة مستشاره الشخصي خوفاً من فقدانه معجباته الإناث.
في عام 2011 منحته الحكومة الإسبانية الجنسية الإسبانية لكي يستطيع الزواج من شريك حياته كارلوس غونزاليز.
في نيسان 2016 أعلن مارتن خطوبته من جوان يوسف، فنان سويدي سوري الأصل من أب كردي وأم أرمنية.

## جولات ريكي مارتن حول العالم
- Ricky Martin Tour-1992
- Me Amaras Tour 1993–1994
- A Medio Vivir Tour 1995–1997
- Vuelve World Tour-1998
- Livin' la Vida Loca Tour 1999–2000
- One Night Only with Ricky Martin 2005–2006
- Black and White Tour-2007
- Música + Alma + Sexo World Tour-2011
- Ricky Martin Live: Australian Tour 2013
- Live in Mexico-2014
- One World Tour-2015
- Ricky Martin en Concierto-2018
- Movimiento Tour-2020

## وصلات خارجية
- ريكي مارتن على موقع IMDb (الإنجليزية)
- ريكي مارتن على موقع روتن توميتوز (الإنجليزية)
- ريكي مارتن على موقع ألو سيني (الفرنسية)
- ريكي مارتن على موقع ميوزك برينز (الإنجليزية)
- ريكي مارتن على موقع أول موفي (الإنجليزية)
- ريكي مارتن على موقع قاعدة بيانات برودواي على الإنترنت (الإنجليزية)
- ريكي مارتن على موقع قاعدة بيانات برودواي على الإنترنت (الإنجليزية)
- ريكي مارتن على موقع إن إن دي بي (الإنجليزية)
- ريكي مارتن على موقع أول ميوزيك (الإنجليزية)
- ريكي مارتن على موقع ديسكوغز (الإنجليزية)
- الموقع الرسمي لريكي مارتن